# Hiéroglyphe égyptien D44
Le hiéroglyphe égyptien D44 (bras tendu tenant le sceptre aba) est classifié dans la section D « Parties du corps humain » de la liste de Gardiner ; il y est noté D44.

## Représentation
Il représente un bras tendu tenant le sceptre ˁbȝ (hiéroglyphe S42). Il est translittéré ḫrp.

## Utilisation
| x · r | p · D44 |

| x · r | p · D44 |

« gouverner, contrôler, administrer, agir en responsable, diriger, guider (quelqu'un), conduire (le bétail), mener à bien, progresser (dans travail), apporter, fournir, faire l'offrande de, dédier » et de ses dérivés.
| S42 |

| S42 |

## Exemples de mots
| x · n | D44 |

| x · n | D44 |

| x · r | p · t | D44 · Z2 |

| x · r | p · t | D44 · Z2 |

| D44 · t | R119 |

| D44 · t | R119 |